# Porphyrorhegma fortunata
Porphyrorhegma fortunata là một loài bướm đêm trong họ Crambidae.